# Waynokiops
Waynokiops is een geslacht van haften (Ephemeroptera) uit de familie Baetidae.

## Soorten
Het geslacht Waynokiops omvat de volgende soorten:
- Waynokiops dentatogriphus